# Valeria Vegas
Valeria Martínez Zaragoza, conocida por su pseudónimo Valeria Vegas (Valencia, 8 de agosto de 1985), es una periodista, documentalista, ensayista, escritora, colaboradora transgénero de televisión y productora española.

## Carrera literaria
Estudió periodismo en su ciudad natal. Se licenció en Comunicación Audiovisual. En 2015 se trasladó a Madrid.
Publicó su primer libro en 2015 Grandes actrices del cine español, y en el mismo año publicó la biografía de La Veneno, ¡Digo! Ni puta ni santa. Las memorias de La Veneno, biografía que sirvió de base para la serie de Atresmedia Veneno (2020). 
En 2019 publicó Vestidas de azul. Análisis social y cinematográfico de la mujer transexual en los años de la Transición española, adaptada a serie por parte de A3media, con el título Vestidas de azul (2023). 
Publicó su primera novela en 2023 La mejor actriz de reparto.

### En prensa
Desde 2015 colabora como periodista para medios de comunicación como Vanity Fair España, Shangay, Lecturas y Jot Down, Candy, Paraíso, Chicas & maricas o Cannabis Magazine, entre otros. Y desde 2018 en La Otra Crónica (LOC) de El Mundo.
En junio de 2024 relevó a Rosa Villacastín en la sección Entrevista Diez, de la revista Diez minutos, como entrevistadora de personajes conocidos.

### Otras actividades
Participó como tertuliana en varios coloquios. Entre ellos, en El Congreso del Bienestar de la Cadena SER en 2017, sobre "El amor con mayúsculas"; en Cultura Basura: intención o ingenuidad, coloquio sobre de la exposición Cultura Basura en La Térmica( Málaga, 2017), que incluía discos en formato vinilos suyos. Participó en la mesa redonda Encuentros con la serie B,dentro del Rizoma Festival (Madrid, 2017) Además, formó parte de la exposición colectiva Fotonovela de La Fresh Gallery.
Formó parte del jurado del festival de cine de temática LGBT Zinegoak en Bilbao, en 2020.

## Documentales y series
Dirigió Manolita, la chen de Arcos (2016), documental sobre Manuela Saborido Muñoz, primera madre transexual que adoptó en España. Galardonado como mejor documental español en el LesGaiCineMad 2016, se proyectó en La Convención Política y Social por una Sociedad más Justa e Igualitaria, dentro del Isla Bonita Love Festival (La Palma, 2019) y en el II Festival Cultura con Orgullo (Sevilla, 2018).
En marzo de 2020, Atresmedia estrenó Veneno, la serie biográfica basada en su libro y en cuyo equipo también participó Valeria. Creada por Javier Calvo y Javier Ambrossi, e interpretada por Jedet, Daniela Santiago e Isabel Torres en tres etapas distintas de la vida de Cristina Ortiz. En la misma, Vegas es interpretada por la modelo y actriz canaria Lola Rodríguez.
En 2021 fue la guionista de Susana y el sexo, documental de RTVE, sobre la actriz, Susana Estrada. Ese año narró el podcast Orgullo.
En 2023 dirigió la serie documental El enigma Nadiuska, tres capítulos sobre esta actriz y otras intérpretes  del cine destape en España, para Atresplayer.
Y en diciembre de ese año se estrenó la serie Vestidas de azul, basada en su segunda novela y en su vida tras la muerte de La Veneno, en la que ejerció como guionista y productora ejecutiva.
En junio de 2025, se estrena Súper Sara, en HBO Max, ejerciendo Valeria de guionista y directora.

## Carrera televisiva

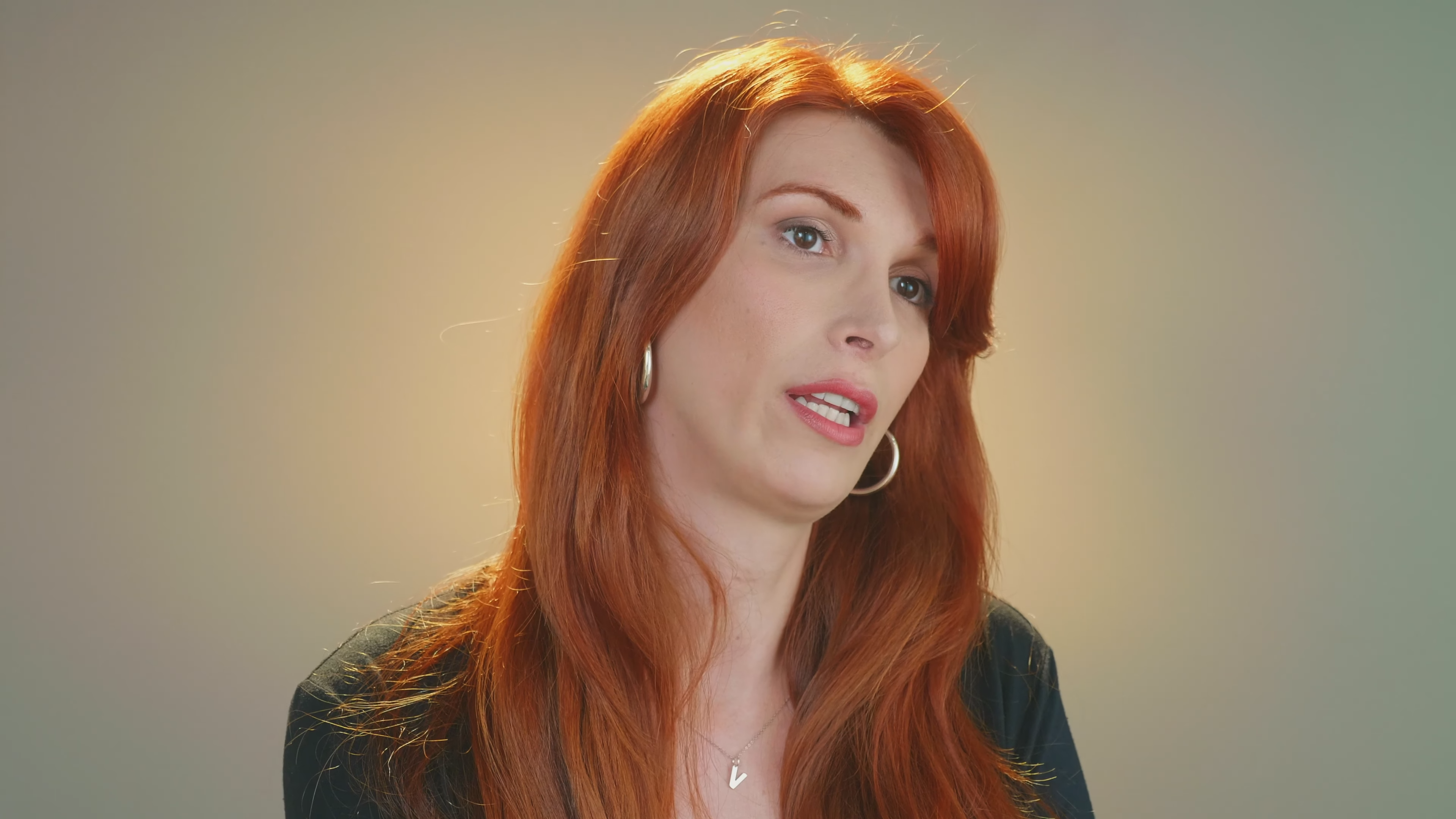
Valeria Vegas en 2020 para la campaña #ProtégeteDelOdio

En marzo de 2019 empezó a colaborar en el programa Un año de tu vida de Canal Sur, presentado por Toñi Moreno, donde se entrevistan a personajes famosos, interesándose por los detalles de su vida que no son públicos. A partir de 2016 también colaboró en el programa de la misma cadena conocido como El legado de... en el que habló de Rocío Dúrcal, Marifé de Triana y Manolo Escobar, entre otros.
También fue colaboradora en El Tea Party de Alaska y Mario, dentro de la temática del cine de serie B, para Google+. Ejerció como documentalista en el proyecto 40 años de El País en el cine, dirigido por David Trueba. Colaboró en el programa Yasss, programa de Mtmad producido por Mediaset, y también en el spot de Tinder con motivo del WorldPride en 2017.
Desde septiembre de 2019 hasta junio de 2019 formó parte del equipo radiofónico de Aquí estamos de Canal Sur Radio, participando en el apartado Los Fantásticos. Desde septiembre de 2019 hasta la fecha actual dirige el espacio El Reservado de Valeria que forma parte del programa radiofónico La noche de Cremades también en Canal Sur Radio y que coordina Rafael Cremades. En enero de 2020 se incorporó al programa de fines de semana de la Cadena SER A vivir Madrid conducido por Macarena Berlín, y en el que sigue en la actualidad (julio de 2024).
Ha ejercido de colaboradora en programas de televisión de Telecinco, como Hormigas Blancas y Ya son las ocho; de TVE, Historia de nuestro cine, La hora de la 1 y Lazos de sangre, además de La noche de los Oscar de Movistar, de Movistar+Plus.
En 2024 colabora, entre otros, en Y ahora Sonsoles, de Antena 3 y Cine de barrio, de TVE. 

## Filmografía

### Programas de televisión
| Año             | Programa                                 | Cadena              | Notas                  |
| --------------- | ---------------------------------------- | ------------------- | ---------------------- |
| 2016            | El legado de...                          | Canal Sur           | Colaboradora           |
| 2016            | Sálvame                                  | Telecinco           | Invitada               |
| 2019 - 2020     | Un año de tu vida                        | Canal Sur           | Colaboradora           |
| 2020            | Hormigas blancas                         | Telecinco           | Colaboradora           |
| 2020            | À Punt Directe                           | À Punt              | Invitada               |
| 2020            | Ellas                                    | Atresplayer Premium | Colaboradora           |
| 2020 - 2021     | La hora de La 1                          | La 1                | Colaboradora           |
| 2021            | Rocío, contar la verdad para seguir viva | Telecinco           | Colaboradora           |
| 2021 - 2022     | Ya son las ocho                          | Telecinco           | Colaboradora           |
| 2022            | Montealto: Regreso a la casa             | Telecinco           | Colaboradora           |
| 2022            | Deluxe                                   | Telecinco           | Colaboradora           |
| 2022 - presente | Y ahora Sonsoles                         | Antena 3            | Colaboradora           |
| 2022 - presente | Cine de barrio                           | La 1                | Colaboradora           |
| 2023-2024       | YAS Verano                               | Antena 3            | Colaboradora           |
| 2023            | Más Espejo Público                       | Antena 3            | Invitada               |
| 2024            | Drag Race España                         | Atresplayer Premium | Invitada               |
| 2024 - presente | D Corazón                                | La 1                | Colaboradora           |
| 2024            | Tu cara me suena                         | Antena 3            | Invitada como Martirio |

### Series
| Año         | Programa         | Cadena      | Personaje  | Notas                 |
| ----------- | ---------------- | ----------- | ---------- | --------------------- |
| 2020        | Veneno           | Atresplayer | Lola       | 1 episodio            |
| 2022        | Locomía          | Movistar+   | Ella misma | Serie documental      |
| 2023 - 2024 | Vestidas de azul | Atresplayer | N/A        | Guionista             |
| 2025        | Súper Sara       | HBO Max     | N/A        | Guionista y directora |

## Polémicas
Tras la publicación de su libro ¡Digo! Ni puta ni santa. Las memorias de La Veneno, fue denunciada por la familia de Cristina Ortiz, que la acusaban de falsedad en documento mercantil y simulación de contrato. Se tuvo que someter a una prueba de cuerpo de escritura para demostrar que estaba libre de culpas.

## Reconocimientos
El día 28 de junio de 2021, Día Internacional del Orgullo LGBTI, fue entregado el Reconocimiento Arcoíris, otorgado por el Ministerio de Igualdad de España y la Dirección General de Diversidad Sexual y Derechos LGTBI, en reconocimiento a la visibilidad LGTBI en el ámbito de la cultura a la serie Veneno. Recogió el reconocimiento como autora del libro en el que se inspiró la serie.